# مارومبینا، ویکتوریا
مارومبینا (به انگلیسی: Murrumbeena) یک منطقهٔ مسکونی در استرالیا است که در ویکتوریا (استرالیا) واقع شده‌است.

## نگارخانه

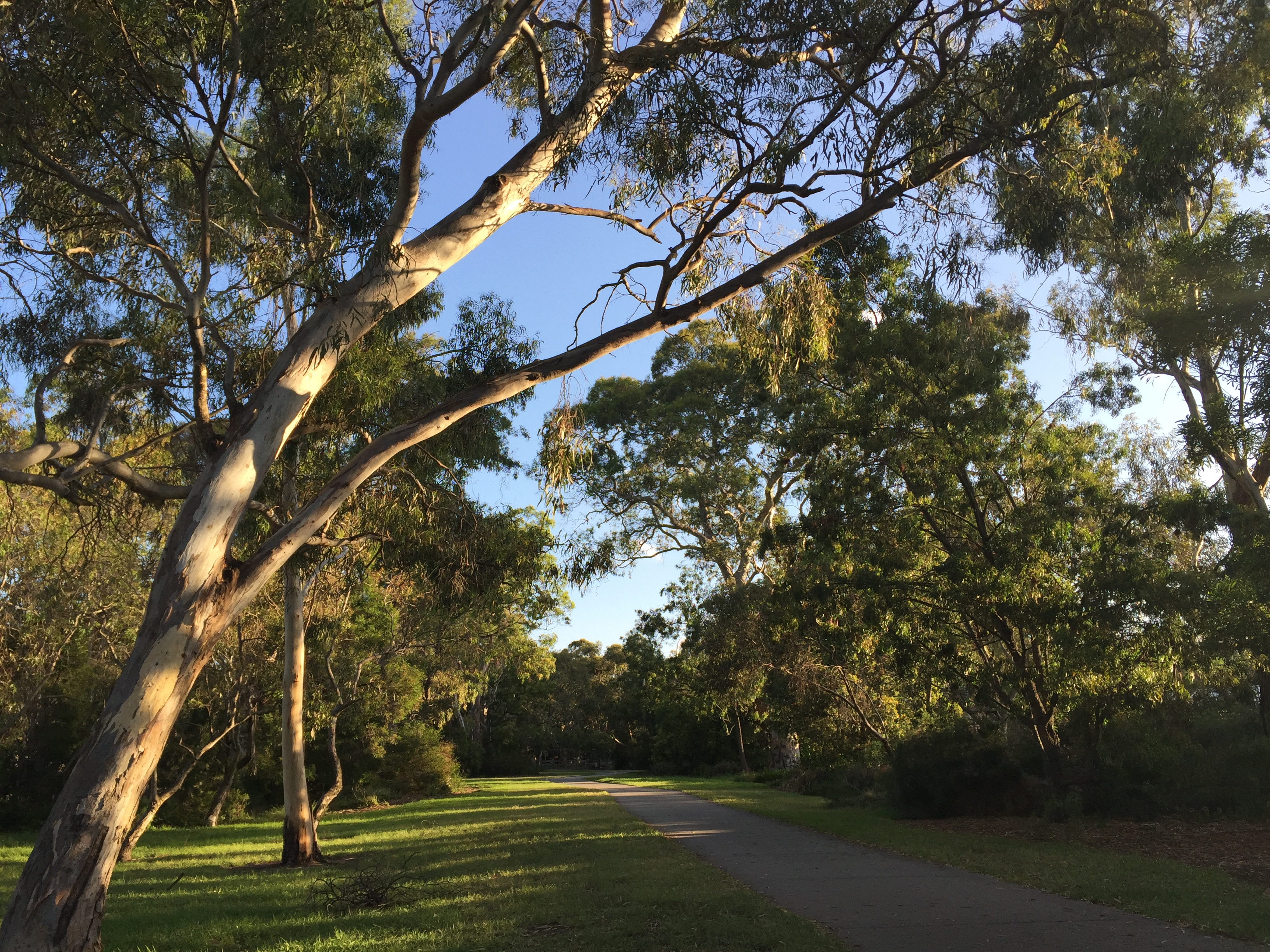
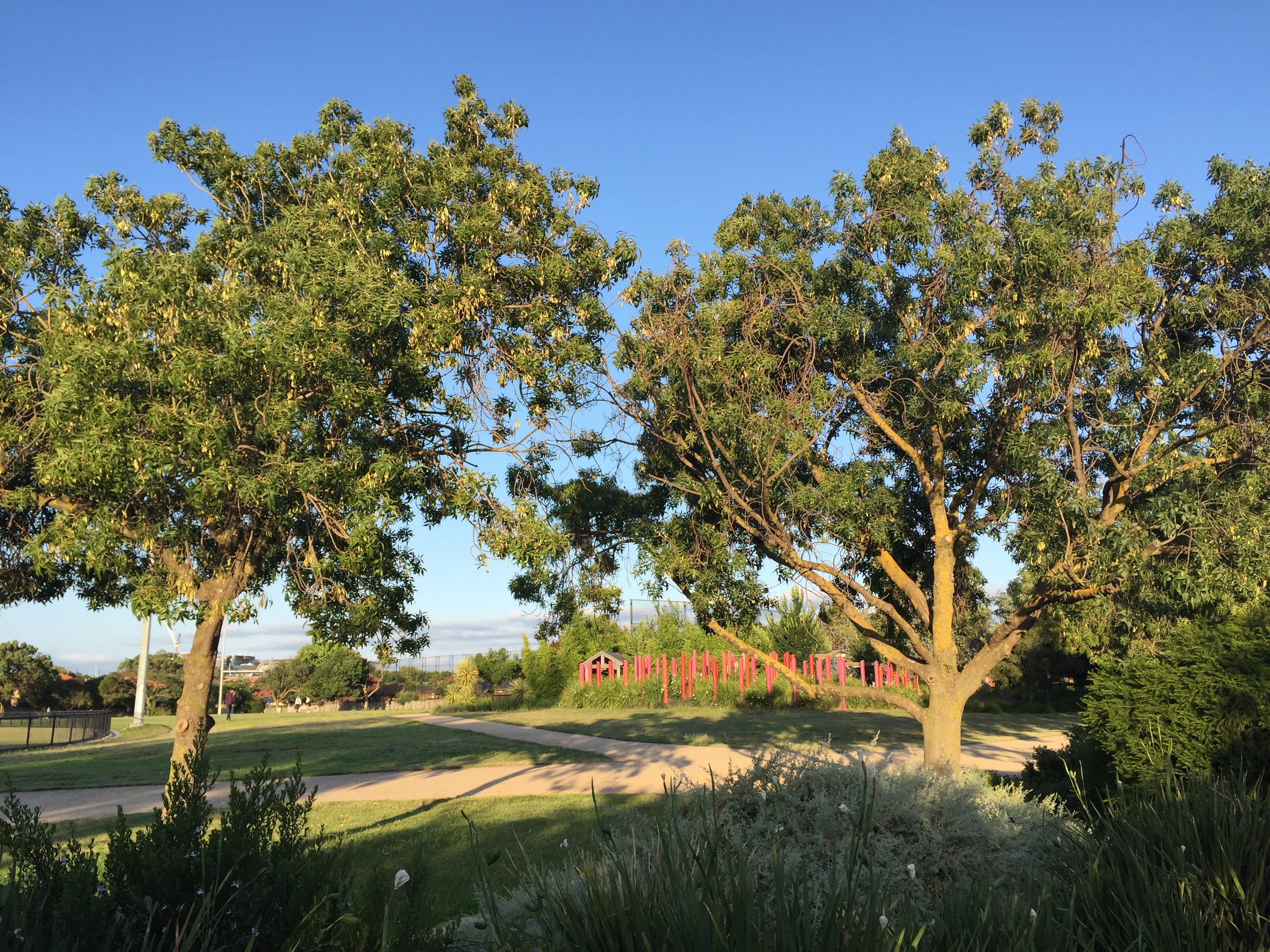
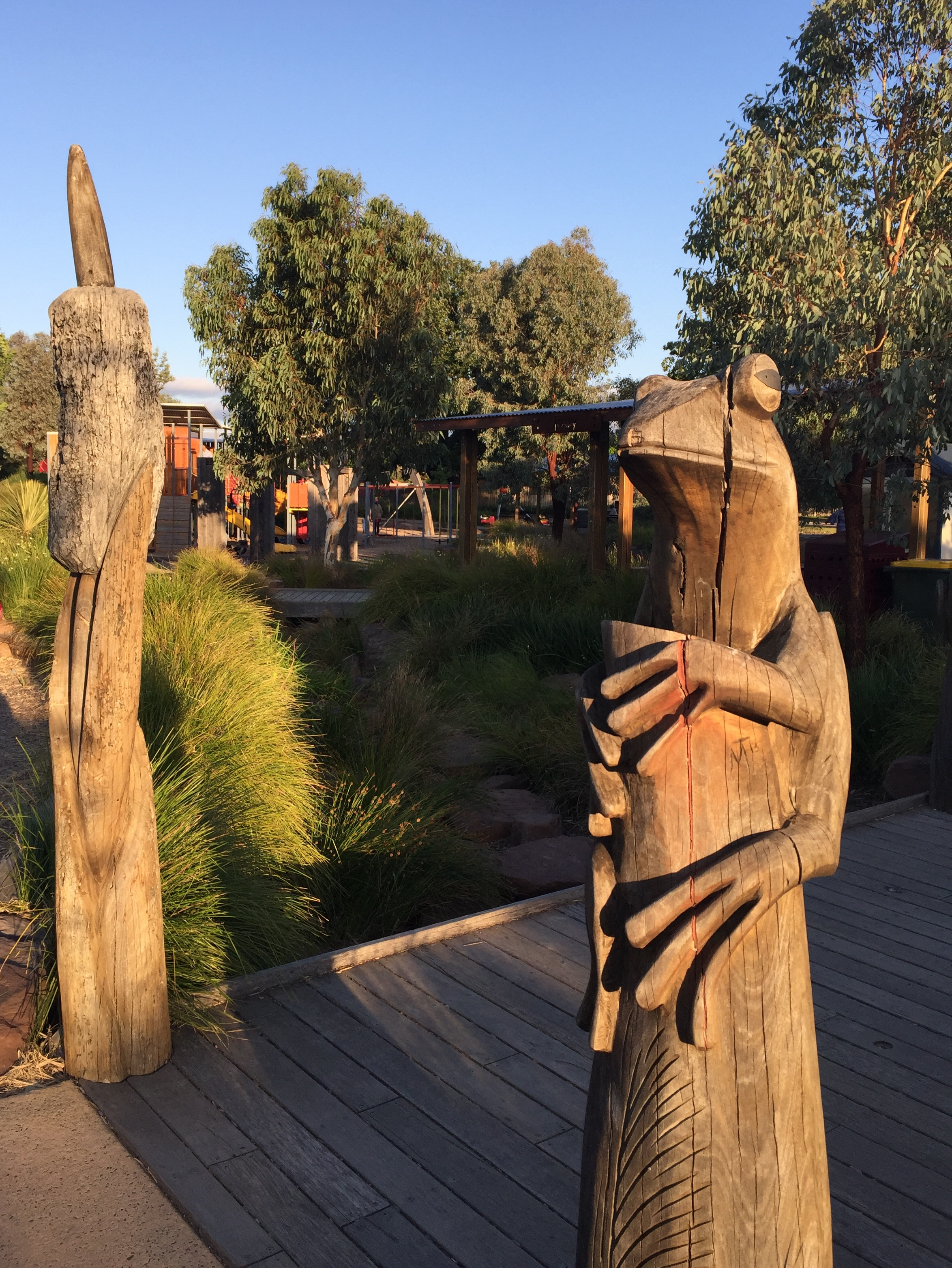
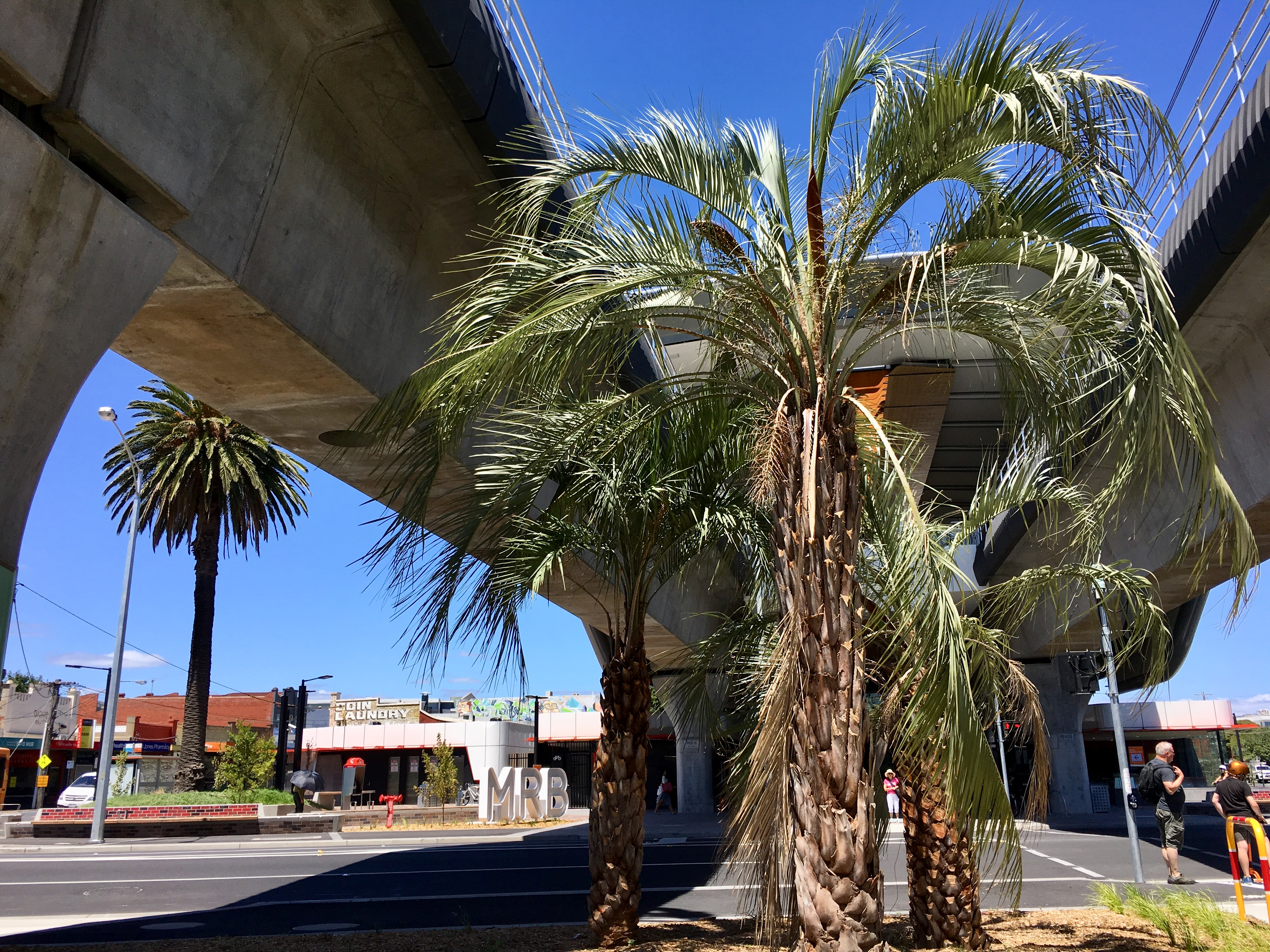
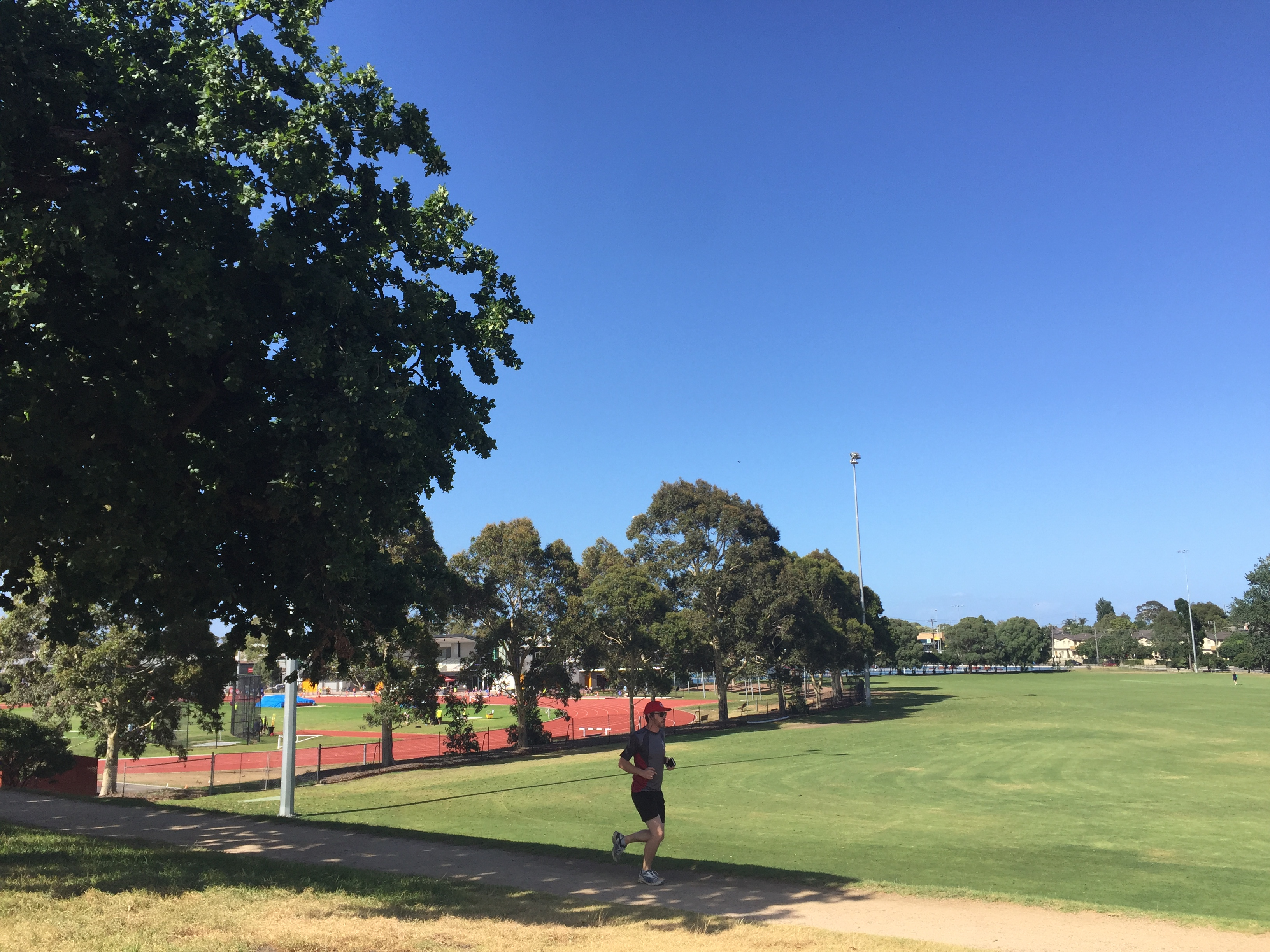
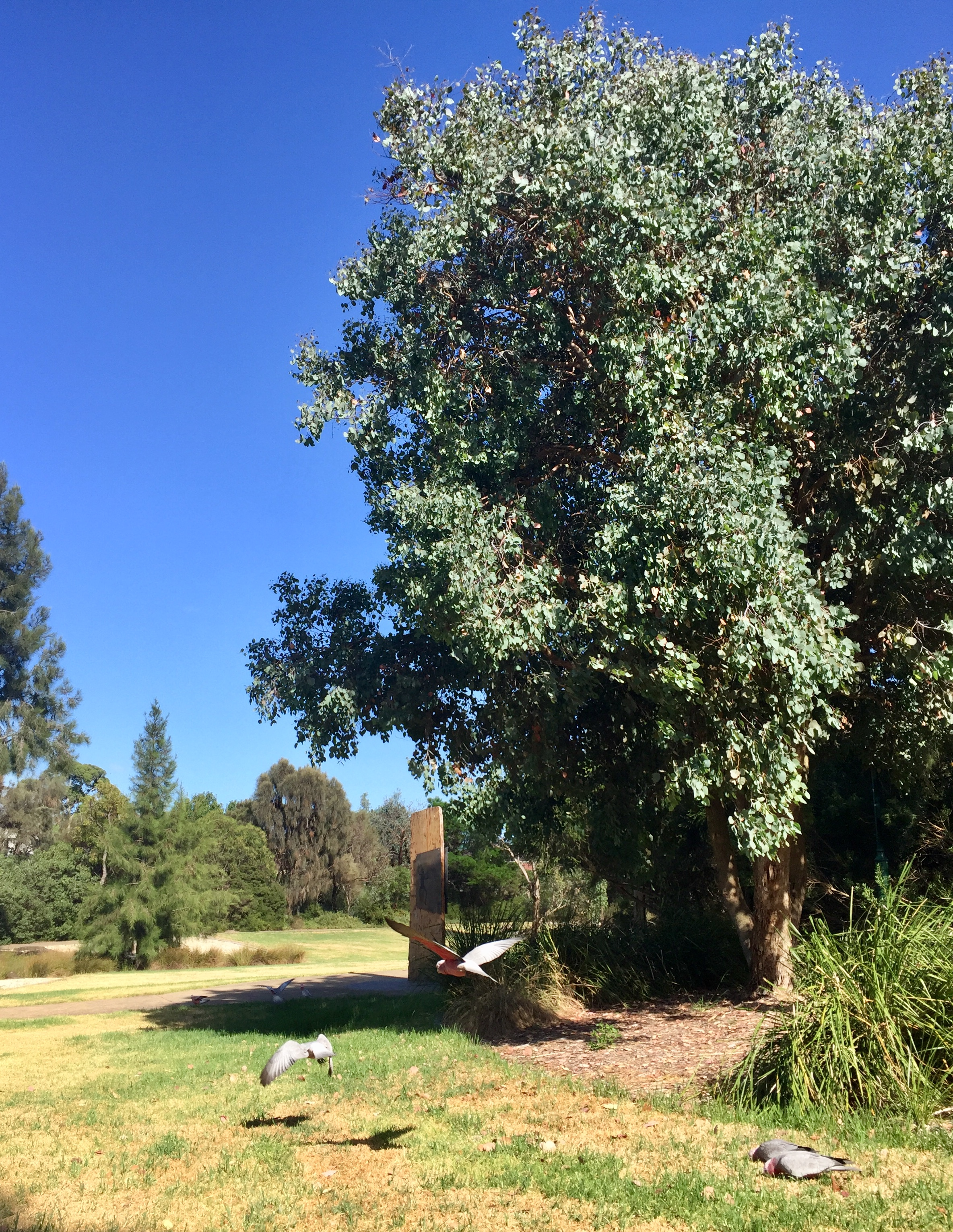
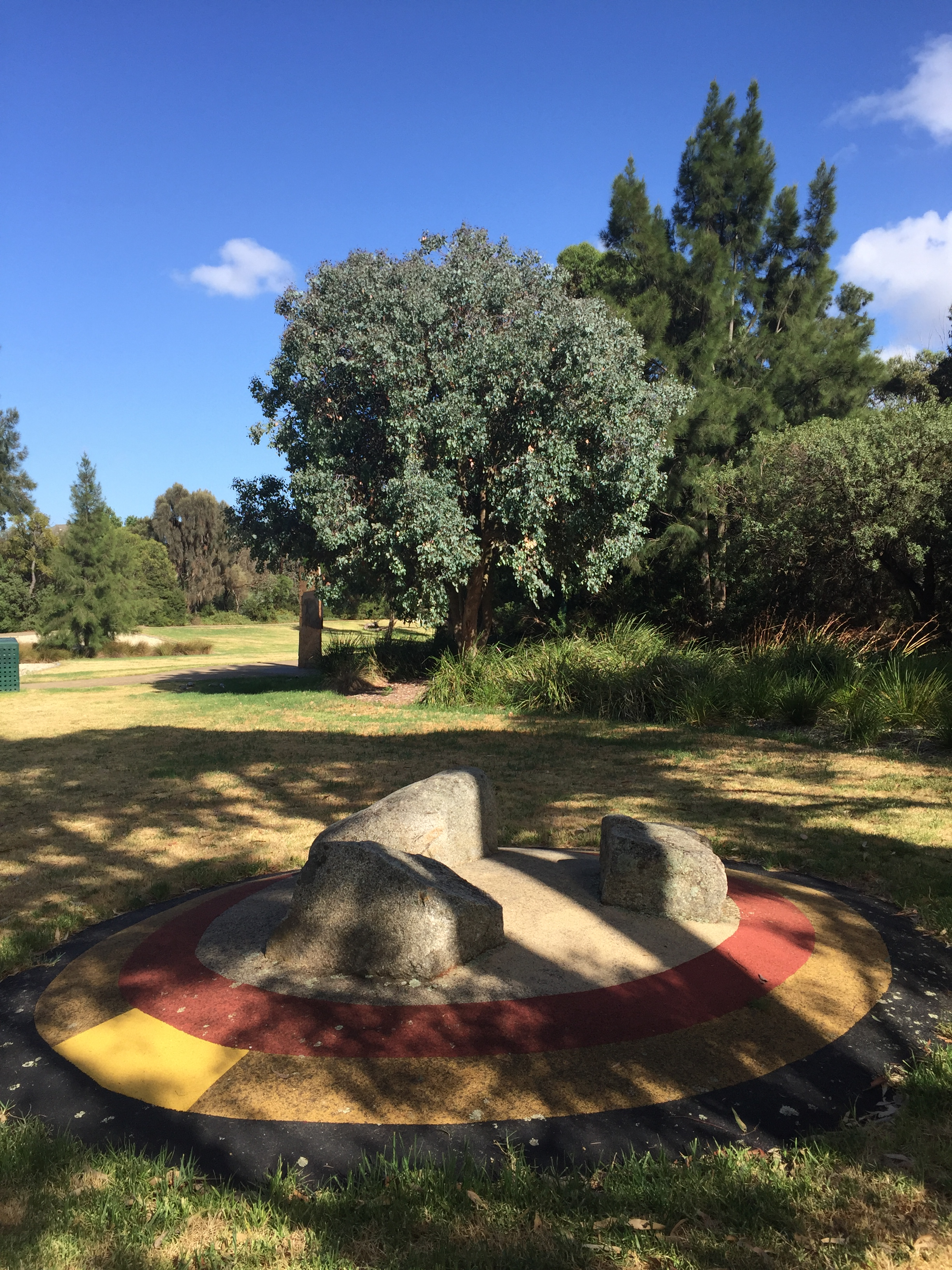